# Okcidentalismus
Okcidentalismus je forma odporu vůči Západu představující nadčasový a globální fenomén, jenž se projevuje během různých období v odlišných částech světa. Je sledován jako kulturní fenomén odporu vůči hlavnímu proudu modernity napříč časem a prostorem. Termín používaný mimo jiné Ianem Burumou je postaven na slovním základu v protikladu k orientalismu.
Méně často se však s tímto termínem můžeme setkat v jiném významu, a to jako popisem postkoloniálního projevu etnocentrismu, který postoluje hodnoty Západu („Okcidentu“) jako univerzální a devalvuje jiné kulturní okruhy.